# District Railway

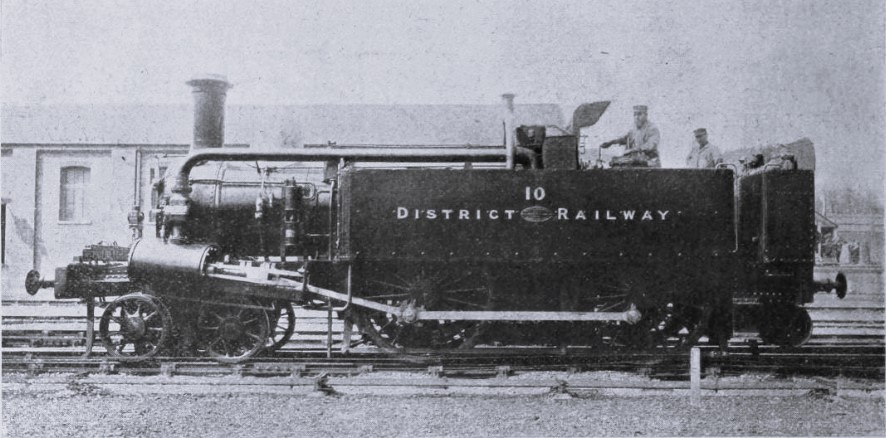
Metropolitan District Railways lok nr. 10.

Metropolitan District Railway, ofta förkortat till District Railway, var ett brittiskt järnvägsbolag som anlade och trafikerade delar av det som nu är Londons tunnelbana. Bolaget trafikerade det som idag (2025) utgör Circle line och District line samt delar av nuvarande Piccadilly line.

## Historik
Bolaget bildades på 1860-talet av bolaget bakom Londons första tunnelbanelinje, Metropolitan Railway, för att bygga södra delen av den planerade ringlinjen The Inner Circle, det som idag motsvaras av Circle line. Innan linjen var invigd skedde en splittring mellan bolagen vilket gjorde att de härefter kom att bli konkurrenter och byggandet av linjen avstannade. Efter att tidigare ha delat rullande materiel med Metropolitan Railway kom District Railway att från 1871 utöva trafik med egna fordon. Under de följande åren anlade bolaget nya grenar utanför The Inner Circle i både västlig riktning till Hammersmith, Richmond, Ealing och Hounslow och sydlig riktning mot Putney och Wimbledon.
The Inner Circle kunde därför färdigställas först 1884 efter ingripande av den brittiska regeringen. Härefter kördes tåg som gick medurs av District Railway medan tåg i motsatt riktning framfördes av Metropolitan Railway. Färdigställandet av The Inner Circle ledde också till förlängningar av både Metropolitan och District Railways linjer österut.
1901 förvärvades District Railway av den amerikanske transportentreprenören Charles Yerkes på vars intitativ bolagets linjer började elektrifieras. Bolaget upphörde som egen organisation då Londons tunnelbana övertogs av London Transport 1933.
Idag (2025) motsvaras The Inner Circle av Circle line medan District Railways f.d. linjenät i övrigt utgör District line undantaget grenarna till Uxbridge och South Hanslow vilka överfördes till Piccadilly line i samband med London Transports övertagande 1933.